# الشريف (ريمة)

تعديل مصدري - تعديل

الشريف أو قرية الشريف  هي إحدى قرى عزلة بني واقدالواقعة ضمن  مديرية الجعفرية التابعة لمحافظة ريمة، بلغ تعداد سكانها (484) نسمة حسب تعداد اليمن لعام 2004.

## المحلات التابعة للقرية
- الموحد
- الكداح
- الرزامي
- القارني
- الشرف
- العزيب
- وادي الرباح

## روابط خارجية
- الدليل الشامــل